# آلفرد هایس
آلفرد هایس (انگلیسی: Alfred Heiß؛ زادهٔ ۵ دسامبر ۱۹۴۰) بازیکن فوتبال اهل آلمان است.
از باشگاه‌هایی که در آن بازی کرده‌است می‌توان به باشگاه فوتبال مونیخ ۱۸۶۰ اشاره کرد.
وی همچنین در تیم ملی فوتبال آلمان بازی کرده‌است.